# ديك هينسلي
ديك هينسلي (بالإنجليزية: Dick Hensley)‏ هو لاعب كرة قدم أمريكية أمريكي، ولد في 8 سبتمبر 1927 في ويليامسون في الولايات المتحدة، وتوفي في 7 مارس 2015 في هنغتينغتون في الولايات المتحدة.

## وصلات خارجية
- ديك هينسلي على موقع مرجع كرة القدم المحترفة.كوم (الإنجليزية)